# Patrice Gay
Patrice Gay (ur. 14 listopada 1973 roku w Bourges) – francuski kierowca wyścigowy.

## Kariera
Gay rozpoczął karierę w wyścigach samochodowych w 1993 roku od startów we Francuskiej Formule Ford 1600. Z dorobkiem 88 punktów uplasował się tam na czwartej pozycji w klasyfikacji generalnej. W tym samym roku w Festiwalu Formuły Ford był jedenasty. W późniejszych latach pojawiał się także w stawce Francuskiej Formuły Ford 1800, Europejskiej Formuły Ford, Brytyjskiej Formuły 3, Francuskiej Formuły 3, Masters of Formula 3, Grand Prix Monako Formuły 3, Grand Prix Makau, Open Telefonica by Nissan oraz 24-godzinnego wyścigu Le Mans.
W World Series by Nissan Francuz startował w latach 1998, 2000. W pierwszym sezonie startów uzbierane 74 punkty dały mu dziewiąte miejsce w końcowej klasyfikacji kierowców. Dwa lata później pięciokrotnie stawał na podium, w tym dwukrotnie na jego najwyższym stopniu. Dorobek 124 punktów dał mu piątą pozycję w klasyfikacji generalnej.